# Guarea venenata
Guarea venenata là một loài thực vật thuộc họ Meliaceae. Loài này có ở Brasil và Colombia. Chúng hiện đang bị đe dọa vì mất môi trường sống.